# Francova Lhota
Francova Lhota é uma comuna checa localizada na região de Zlín, distrito de Vsetín.